# Ренарди, Франсуа
Жозеф Франсуа Жорж Феликс Ренарди де Сен-Маргрит (фр. Joseph François Georges Félix Raynardi de Sainte-Marguerite; 1758–1832) — французский военный деятель, полевой маршал (1816 год), барон (1810 год), участник революционных и наполеоновских войн.

## Биография
Он сын Жана-Луи Тома де Сен-Маргрит (фр. Jean-Louis Thomas de Sainte-Marguerite) и Мари-Маргрит Торрини де Фугассьер (фр. Marie-Marguerite Torrini de Fougassière), а также внук Жана-Франсуа Ренарди де Сен-Маргрит (фр. Jean-François Raynardi de Sainte-Marguerite), который 15 октября 1785 года стал графом Бельведерским (фр. comte de Belvédère).
Он поступает еще молодым в полк Мондови. Там он был назначен младшим лейтенантом 10 августа 1779 года. В 1792 году, чтобы отразить французскую угрозу, он отправился в Бельведер, чтобы организовать ополчение, состоящее из солдат, выросших в долине Везюби. Он сгруппировал их в 7 рот, в каждой из которых было от 36 до 48 человек.
23 июля 1792 года король Сардинии Виктор Амадей III объявил войну Франции. Французские войска под командованием генерала д'Ансельма переходят Вар 28 сентября 1792 года и входят в Ниццу без боя. 4 ноября 1792 года делегаты из Ниццы на Конвенте потребовали присоединения графства Ницца к Франции. Конвент призывает к плебисциту, который состоялся в декабре 1792 года. Жители Ниццы единогласно голосуют за присоединение.
Если побережье контролируется французской армией, то в горах, которые остаются под управлением Пьемонта, дело обстоит иначе. Ренарди продолжает по приказу генерала Шарля-Франсуа Таона де Ревеля продолжает сопротивление.
Бригада из 1500 человек под командованием генерала Барраля предпринимает попытку подняться вверх по долине Везюби. 17 октября он достиг Левана, 20 октября - Лантоска. Войска без сопротивления заняли деревни Дюран, Сен-Жан-ла-Ривьер и Фигаре. Войска захватывают полезные ресурсы и отправляют их в Ниццу. Ополченцы, обученные Ренарди, возобновили наступление из Бельведера и Боллен-Везюби. Французские войска актвизировались 2 ноября, но были вынуждены отступить к Утель и Левенсу. 4 февраля 1793 года Конвент создает департамент Приморские Альпы.
Король Сардинии наградил его крестом Святых Маврикия и Лазаря. 12 мая 1793 года произведён в старшие адъютанты армии. Он принимал участие в сражениях при Аутионе в июне и июле 1793 года. Пьемонтская, Ниццкая и австрийская армии под командованием австрийского генерала де Винса и генерала Таона де Ревеля блокировали продвижение французской армии через Коль-де-Раус и Аутион в сторону долины Ройя. 3200 французов убиты в боях.
12 марта 1794 года он был произведен в капитаны полка Ниццы. В присутствии короля Виктора Амадея III австро-сардинские войска под командованием генерала де Винса отправились отбивать Ниццу. Они оккупировали деревню Бельведер с 7 сентября 1793 по 28 апреля 1794 года, когда французы вернули её. Таон де Ревель уезжает в Турин после травмы. Рейнарди был ранен 8 сентября 1793 года при нападении на Лагнион. Наконец, 30 сентября австро-сардинские войска под командованием австрийского генерала де Винса совершают первую атаку на Жилетт, но терпят неудачу. Они снова были разбиты французскими войсками под командованием генерала Дюгомье перед Жилеттом во время сражения 18 и 19 октября 1793 года.
С весны 1793 года дворяне Ниццы, а затем религиозные, непокорные священники и богатые крестьяне покинули графство и нашли убежище в Пьемонте. Их активы продаются как национальные активы, в том числе и поместье Сига, которое было приобретено отцом Франсуа.
В конце 1793 года, с захватом городов Лиона и Тулона, французские войска смогли усилить своё давление на короля Сардинии. Атаки французов начались в апреле 1794 года в долине Везюби. Более того, король Сардинии должен отметить, что его австрийский союзник, похоже, не хочет оказывать ему военную помощь, позволяющую ему вернуть герцогство Савойское и графство Ницца. Все наступления австро-сардинских войск по эту сторону Альп заканчивались неудачей. Это позволит создать Итальянскую армию в 1796 году.
28 мая 1795 года он получил чин генерал-квартирмейстера. Введение налога в массовом порядке в графстве Ницца приведёт к тому, что с 1796 года непокорные соберутся в вооруженные группы Барбетов, которые сражаются с французами, но также требуют от жителей выкупа.
По Парижскому договору 10 мая 1796 года графство Ницца и Савойя стало французским. Между окончанием боевых действий и подписанием мира многие мужчины, в том числе годные к командованию офицеры, вернулись в свои дома. Ренарди де Бельведер продолжил сопротивление Франции до 1798 года.
Когда генерал Моро был назначен главнокомандующим Итальянской армией в 1799 году, он решил поступить на службу Французской республике и 30 ноября 1798 года стал его адъютантом.
Указом Первого консула от 10 февраля 1800 года он был утверждён в чине полковника штаба. Во время консульства он выкупил собственность своего отца
Он следовал за генералом Моро в его различных битвах: Мёскирх, Энген, Меминген, Биберах, Ауэрштад, Неденхейм, Нортлинген, Оберхаузен и победа при Гогенлиндене.
С сентября 1807 по 1809 годы выполнял функции начальник штаба пехотной дивизии Гюдена.
18 сентября 1816 года возведён в чин полевого маршала. Он ушёл в отставку и удалился в своё поместье Сент-Антуан де Сига, где и умер 24 декабря 1832 года. Похоронен в Левенсе.

## Воинские звания
- Младший лейтенант сардинской службы (10 августа 1779 года);
- Капитан сардинской службы (12 марта 1794 года);
- Полковник штаба (10 февраля 1800 года);
- Полевой маршал (18 сентября 1816 года).

## Титулы
- Барон Ренарди де Бельведер и Империи (фр. baron Raynardi de Belvédère et de l'Empire; декрет от 15 августа 1809 года, патент подтверждён 14 апреля 1810 года)[1].

## Награды
Кавалер сардинского орден Святых Маврикия и Лазаря (1793 год)
 Легионер ордена Почётного легиона (5 февраля 1804 года)
 Офицер ордена Почётного легиона (14 июня 1804 год)
 Кавалер военного ордена Святого Людовика (1 ноября 1814 года)